# Shinedown
A Shinedown egy amerikai rockegyüttes a floridai Jacksonville-ből, melyet 2001-ben alapított Brent Smith énekes, Brad Stewart basszusgitáros, Jasin Todd gitáros és Barry Kerch dobos. A felállás átment pár változáson, így az alapító tagok közül már csak ketten vannak jelen, Smith és Kerch – mellettük napjainkban Zach Myers gitározik és Eric Bass felügyeli a billentyűs- és basszusgitár-játékot. A Shinedown indulása óta hét nagylemezt adott ki: Leave a Whisper (2003), Us and Them (2005), The Sound of Madness (2008), Amaryllis (2012), Threat to Survival (2015), Attention Attention (2018), Planet Zero (2022). Ezen kívül több mint 20 kislemezt is kiadtak. Napjainkig több, mint tízmillió lemezt adtak el világszerte.

## Története

### Leave a Whisper (2000–2004)
A Leave a Whisper volt a zenekar debütáló albuma, ami 2003 júliusában jelent meg. Olyan népszerű számok kaptak helyet rajta, mint a Fly from the Inside, a Burning Bright, az erős érzelmi töltetű 45 és a Lynyrd Skynyrd klasszikusának, a Simple Man-nek a közkedvelt feldolgozása.
2004-ben az együttes kiadta a Live from the Inside koncert-DVD változatát, amiben egy dokumentumfilm is helyet kapott, valamint a Leave a Whisper turné utolsó fellépésének videói is láthatók voltak.

### Us and Them (2005–2006)
2005-ben, a hatalmas sikert arató Leave a Whisper turnéjának befejeztével a Shinedown visszatért a stúdióba, hogy hozzáfogjon a következő album elkészítéséhez. 2005. október 4-én az együttes megjelentette az Us and Them-et, amiről három single lemez származik: Save Me, I Dare You és Heroes – ezek közül a Save Me volt az, ami az Active Rock Charts-on zsinórban 12 héten át tartotta az első helyét, ami rekord volt a zenekar számára. Azonban a másik két kislemeznek sem volt oka a panaszra: az I Dare You-t például az American Idol egyik emblematikus versenyzője, Chris Daughtry is elénekelte a verseny során. Az Amerikai Hanglemezgyártók Szövetsége 2006. november 13-án aranylemezzé nyilvánította az Us and Them-et.
Az albumnak három verziója látott napvilágot. Az első a hagyományos 13 számot tartalmazó lemez, a másodikon van három bonus track, a harmadik pedig csak bizonyos üzletekben bocsátható kereskedelmi forgalomba, ám ezen szerepel a Break és a Carried Away című szám is.
2006 decemberében a Shinedown a tennessee-i Knoxville-ben koncertezett, amiről az elkészített felvételt 2007-ben, DVD formájában akarták kiadni. Egy wisconsini élő show után viszont az Atlantic Records megvétózta az ötletet. „Semmilyen anyagot nem adhatunk ki a kezeink közül, ha az nem a megfelelő színben tüntetné fel az együttest.” – nyilatkozta Smith.

### The Sound of Madness (2007–2010)

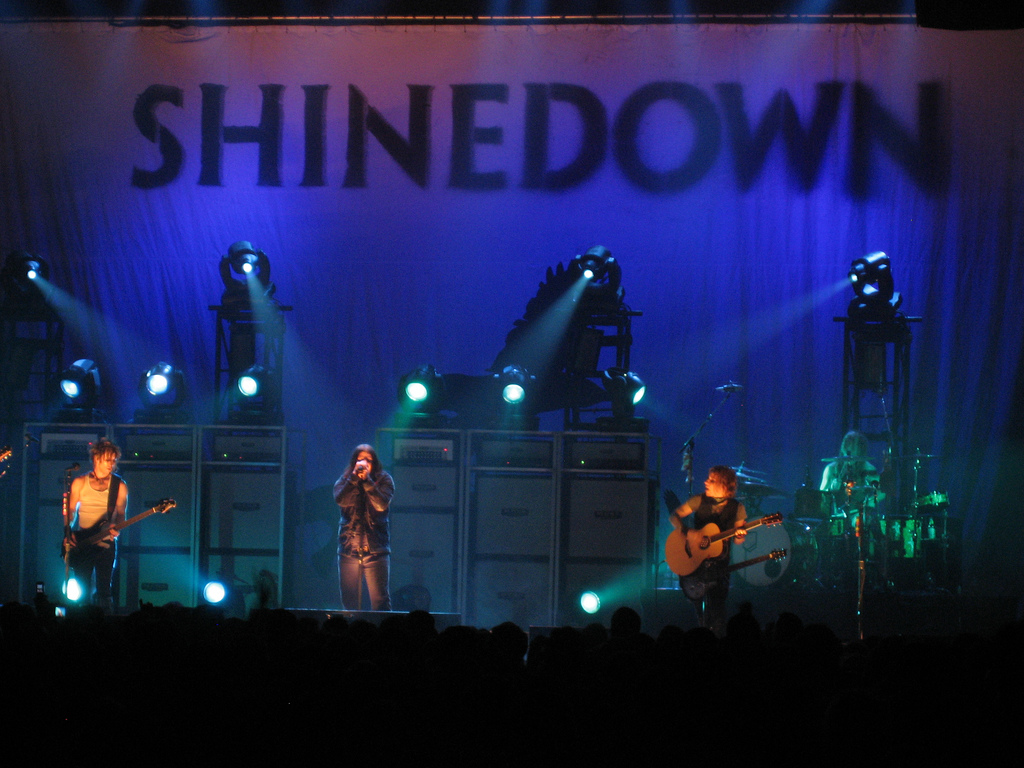
A Shinedown egy koncerten, 2009. február 26-án

2007 szeptemberében, Los Angelesben a Shinedown megkezdte munkálatait a The Sound of Madness című új lemezükön, amely végül 2008. június 24-én jelent meg. Ennek létezik egy digitálisan hozzáférhető deluxe változata is, amin három bónusz szám szerepel. Az első single, a május 6-án megjelent ’Devour’ volt a zenekar második olyan száma, ami az aktuális rock chartokon első helyre került.
A Second Chance, mint második kislemez az albumról, a Shinedown eddigi legnagyobb slágerévé vált, ami egyben bekerült a Billboard Hot 100 legjobb tíz száma közé. A dal mára már dupla platinalemez. A helyzet iróniája, hogy pont a nagy áttörést hozó dal volt az az egy, amit kezdetben az együttes kifejezetten megvetett.
2008 áprilisában a vokalista Brent Smith bejelentette Jasin Todd távozását az együttesből. A The Sound of Madness fülszövegében Smith kimondja, hogy szereti Toddot, és úgy tekint rá, mint egy bátyra, ami neki sose volt. Todd idővel a Fuel rockegyüttesben találta meg a helyét.
A Shinedown 2009-ben rukkolt elő az első videó-albummal, ami a The Sight of Madness nevet kapta. Ezen nem csak a már megjelent videóklipjeik láthatók, hanem öt 2009-es, atlantai koncertfelvétel is. A különleges album kizárólag az iTunes-on kapható.
A 2009-es American Music Awards-on a Shinedown-t is díjra jelölték „Alternatív Rock’ kategóriában. A jelölést a legnagyobb slágerük, a Second Chance rádiós sikerének köszönhették.
2009 decemberében a Papa Roach együttes számára a színpadon dolgozták fel a U2 Beautiful Day című dalát. A Carnival of Madness nevű önálló koncertjük július 16-ától szeptember 3-áig tartott egy alaszkai zenei rendezvényen.
A Shinedown 2010 novemberében kiadta a The Sound of Madness deluxe CD/DVD változatát. Erre kilenc extra szám került, valamint a nagylemezhez készült összes videóklip, és még sok más egyéb.
A The Sound of Madness 120 héten át töretlenül fent szerepelt a Billboard 200 charton; a 2008. június 24-ei megjelenésétől kezdve egészen 2010 októberének végéig.
2010-ben a Shinedown beharangozta következő turnéját, az Anything and Everything-et, amin a közönség soraiból érkező kéréseket fogják teljesíteni. Brent Smith elárulta, hogy a turné kansas-i állomását DVD-re veszik egy későbbi kiadáshoz.

### Somewhere in the Stratospherekoncertlemez (2011)
2011. május 3-án megjelent a Somewhere in the Stratosphere című dupla CD/DVD-s albumuk, amin szerepelnek felvételek a Carnival of Madness és az Anything and Everything turnék jeleneteiből is. A lemez tartalmaz továbbá színfalak mögötti videókat, interjúkat, és egyéb extrákat.
2011 márciusában Zach Myers gitáros bejelentette, hogy az együttes már dolgozik a negyedik stúdióalbumon. Azt is elárulta, hogy már körülbelül 14 dal van talonban, és hogy az év végén tovább fogják csiszolni a lemez összeállítását.
Mikor Brent Smith feltűnt az 59. BMI Pop Awards díjkiosztón májusban, megkérdezték tőle, hogy a készülő album hasonló lesz-e a 2008-as, immár platina státuszú The Sound of Madness-hez. Smith erre a következőképpen felelt: „Nem igazán... Büszkék vagyunk arra, hogy egy olyan zenekart képezünk, aminek minden egyes lemeze kicsit más, mint az előzőek. A legszebb része az egésznek maga az utazás; az az időszak, amíg megpróbáljuk megtalálni önmagunkat; azt, hogy hol tartunk az életben, nemcsak mint ember, hanem mint zenészek, művészek is. Próbáljuk feltérképezni, hogy milyen hosszú utat jártunk már be, és mennyire nőttünk már fel.”
2011 augusztusában felröppent a hír, hogy a Shinedown az Ocean Way Recording stúdiójában elkezdte felvenni az új zenét. A soron következő album producere az a Rob Cavallo lesz, aki már a The Sound of Madness-en is együtt dolgozott a zenekarral.

### A negyedik stúdióalbum -Amaryllis(2011–2014)
2012. március 23-án megjelent a Shinedown negyedik nagylemeze is, Amaryllis néven. 2012. január 3-án jelentette be a zenekar, hogy lesz ötödik stúdióalbum is. A lemez producere Rob Cavallo volt, és az Atlantic Records kiadó gondozásában jelent meg. Az Amerikai Hanglemezgyártók Szövetsége (RIAA) aranyfokozatúra értékelte az albumot.

### Az ötödik stúdióalbum -Threat to Survival(2015–2016)
A Shinedown legutóbbi stúdióalbuma, a Threat to Survival 2015. szeptember 18-án került a boltok polcaira. A producer ez esetben Dave Bassett, Pete Nappi, Eric Bass és Scott Stevens volt. A lemezt az Atlantic Records jelentette meg.

### A hatodik stúdióalbum -Attention Attention(2017–2021)
2017 februárjában Smith bejelentette, hogy a zenekar elkezdett dolgozni a hatodik nagylemezen. 2018. március 7-én bejelentették a lemez címét (Attention Attention), valamint egy új videóklippel együtt kiadták az első kislemezét, a Devil-t is. 2018. április 6-án megjelent az új lemez második videóklipje is, a The Human Radio. Az új lemez 2018. május 4-én jelent meg.
2018. március 12-én a zenekar bejelentette első magyarországi koncertjét, ami június 18-án került megrendezésre a Barba Negra Track-ben, Budapesten.

### A hetedik stúdióalbum -Planet Zero(2022–)
2021 februárjában Smith bejelentette, hogy a banda elkezdett dolgozni egy hetedik stúdióalbumon, melynek tervezett megjelenése 2021 második féléve volt. A banda filmet adott ki hatodik albumához, az Attention Attention címmel. A filmet Bill Yukich rendezte, és 2021. szeptember 3-án mutatták be.[104] 2021. augusztus 28-án Smith bejelentette, hogy a banda első kislemeze a következő albumról várhatóan 2022 januárjában jelenik meg, az album pedig néhány hónappal később.[105]
A Shinedown fellép Uncasville-ben, Connecticutban, 2022. április 16-án
2022. január 26-án a banda kiadta a vezető kislemezt, a "Planet Zero"-t azonos nevű hetedik stúdióalbumáról. Az album eredetileg 2022. április 22-én jelent meg.[106][107] 2022. március 25-én a banda kiadta a második dalt, a "The Saints of Violence and Innuendo" címet. 2022. április 12-én a banda bejelentette, hogy az album megjelenését 2022. július 1-re tolják. A változás oka a bakelitgyártás késése, és a zenekar szerette volna, hogy a rajongótábor egyidejűleg ismerje meg az albumot az összes különböző formátumban. 2022 áprilisában a zenekar bekerült a "Mohegan Sun's Walk Of Fame"-be. 2022. június 1-jén a banda kiadta második kislemezét, a „Daylight”-t.
2022. június 7.-én az Iron Maiden előzenekaraként Budapesten léptek fel a Groupama Arénában.

## Diszkográfia

### Stúdióalbumok
- Leave a Whisper (2003)
- Us and Them (2005)
- The Sound of Madness (2008)
- Amaryllis (2012)
- Threat to Survival (2015)
- Attention Attention (2018)
- Planet Zero (2022)

### Egyéb kiadványok
- Somewhere in the Stratosphere (2011, koncertalbum)
- Shinedown (2006, középlemez)
- iTunes Session (2010, középlemez)
- The Warner Sound Live Room EP (2013, középlemez)
- (Acoustic Sessions) EP Pts. 1 and 2 by Smith and Myers (2014, középlemez)
- The Studio Album Collection (2013, válogatáslemez)

### Videóalbumok, DVD-k
- Live from the Inside (2005)
- The Sight of Madness (2008)
- Somewhere in the Stratosphere (2011)